# Reflació
La reflació és un fenomen econòmic que es caracteritza per tenir al mateix temps una pujada forta en els preus (inflació) amb una recessió.
És una inflació artificial creada per l'Estat amb la finalitat d'estimular la producció. És un sistema perillós perquè pot donar lloc a una sobreproducció, i originar després una caiguda de preus.